# 페이지 레이아웃

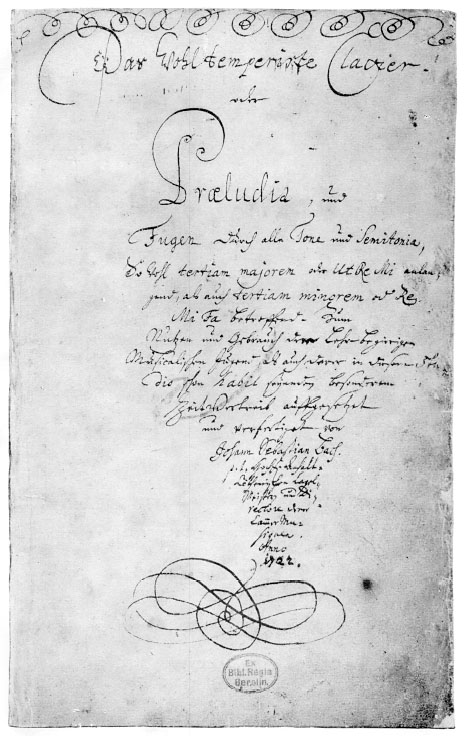

페이지 레이아웃(page layout)은 여백, 색상, 크기 등의 구성요소들을 고려하여  타이포그래피, 사진, 일러스트 등 여러 종류의 그래픽들을 배열하는 것이다.  보는 사람의 시각을 고려해 계획에 맞춰 내용이 쉽고 정확하게 메시지가 전달되어야 하는 목적을 두고있으며 오늘날에는 심미적 목적으로 다양한 레이아웃을 추구하기도 한다. 기본적으로 그리드 시스템을 활용하는데 이는 구성요소를 질서 있게 분할하고 통일감을 부여하는 수단으로 어디에 위치하고, 어떻게 공간을 분할하고, 지면을 분할할 것인가 등의 문제를 해소할 수 있는 체계적인 방법이다. 주로 편집자, 그래픽디자이너 등이 담당한다.

## 구성 요소

### 타이포그래피
타이포그래피는 의사소통의 수단으로 메세지 전달에 있어 레이아웃의 가장 중요한 요소중 하나이다. 서체, 글줄의 넓이, 낱말 간격, 강조, 가독성 등을 고려하여 독자들에게 더 쉬운 정보 전달을 도울 수 있다. 글 내용에 따라 알맞은 서체와 크기 선택이 중요하며, 차이를 줌으로 글의 중요도와 순서를 결정할 수 있다. 현대의 타이포그래피는 이미지, 타입, 색상, 레이아웃, 도형 등 디자인과 관련한 모든 요소를 포함한다. 한 지면에 다양한 서체를 사용하거나 행간과 자간의 변화를 주어 개성을 표현하기도 한다.

#### 낱자 및 낱말
자음과 모음을 따로 사용해 색상을 부여하여 리듬감을 부여하거나, 대문자 소문자를 선택해 지면 내용의 성격을 나타내거나, 글의 내용을 고려하여 서체를 선택해 특징을 나타내는 등 자폭, 자간, 어간, 무게, 서체, 대문자와 소문자 등을 고려하여 지면의 강조, 내용전달, 지면의 인상을 결정할 수 있다.

#### 행과 문단
행의 길이가 길어지면 독자가 부담스럽고 지루해하며 다음 행을 찾기에 어려움을 느낄 수 있다. 반면 너무 짧은 행폭도 빈번한 시선의 좌우 운동을 유도해 혼란을 준다. 서체 종류에 따라 행간의 차이를 주어야 하며 지나치게 좁은 행간은 답답함을 주어 가독성을 떨어뜨린다. 일반적으로 세리프(명조) 서체보다 산세리프(고딕) 서체가더 넓은 행간을 필요로 한다. 독자의 이해를 돕기 위해 문단은 명확히 구분되어야하며 딩벳, 이니셜, 색상 등의 방법들이 있다.

#### 정렬
정렬은 다른 디자인 요소와 어울릴 수 있도록 텍스트 박스 안에 글자들을 배치하는 작업이다. 텍스트의 양, 느낌, 형태, 가독성 등을 고려하여 지면 내용과 형식에 맞게 양끝, 왼쪽, 오른쪽, 중앙, 비대칭 정렬 등을 사용한다.

### 이미지
이미지는 글의 내용과 기능을 보완해줄 수 있는 역할을 하는 동시에 독자의 시선을 집중시켜 본문과 다른 구성 요소에 관심과 흥미를 갖도록 유도한다. 또한 이미지를 통해 독자들에게 글의 내용을 상기시키는 역할을 한다. 이미지는 크게 사진과 일러스트로 분류할 수 있는데, 사진은 글의 중요한 내용을 분명하고 쉽게 전달되게 돕는 역할을 한다. 사실적인 방법으로 의미를 전달하는 사진과 다르게 일러스트는 풍자적 표현, 만화적 표현, 시점을 다양하게 사용하는 등 상상력을 통해 지면에 개성을 부여할 수 있다.

### 여백
글의 텍스트 박스를 감싸고 공간을 만드는 여백은 독자들에게 정보를 더 쉽게 받아들이게 하는 역할을 한다. 편집자 및 디자이너의 의도적인 공간으로 독자의 시선을 집중시키고 주목시킬 수 있다. 다른 요소들로만 꽉 채운 지면은 답답함과 산만함을 줄 수 있어 시선 이탈 요인이 될 수 있으며 읽고싶지 않게 만들 수 있다. 적절한 여백은 눈의 편안함과 각 요소들의 주목성을 높여 준다. 여백과 다른 구성요소들의 균형이 안정적으로 이루어질 때 전체적인 지면이 통일되어 보인다.

### 색상
색상 부여로 지면의 중요도를 구분하고 정돈해주어 독자가 이해하기 쉽게 하여 가독성을 높여준다. 다른 요소와 색상을 동일하게 사용하여 통일감을 부여하거나, 원톤의 색상으로 차분하고 안정된 분위기를 연출할 수 있다. 적색 계열의 색상은 강하고 세찬 느낌을, 세피아와 검정 색상은 차분한 느낌 등 색상을 이용해 분위기를 표현하기도 한다. 다양한 배색을 통해 구성요소들의 관계를 만들어주어 하나로 묶어주고 지면 전체의 통일성을 부여해준다. 밋밋했던 지면의 개성을 부여하여 생동감과 율동감이 느껴지도록 한다.

## 그리드
그리드(Grid)는 타이포그래피, 사진, 일러스트 등 레이아웃 요소들의 질서를 갖춰주고 통일감을 부여하는 도구로 지면에 보이지 않는 수직 수평의 격자를 말한다. 1950년 디자인 요소들을 수학적인 그리드에 맞춰 비대칭적으로 구성하는 특징을 가진 국제 타이포그래픽 양식(International Typographic Style)에서 발생하였으며, 오늘날 타이포그래피에 많은 영향을 주고 있다. 그리드는 공간을 체계적으로 분할하여 독자에게 지면의 통일성과 정보를 명확하게 나타내주고 안정감을 느끼게 한다. 그리드를 사용함으로써 제작 과정의 시간과 비용이 단축되는 장점이 있다.

## 같이 보기
- 미학
- 책 디자인
- 탁상출판
- 편집
- 브라우저 엔진
- 지도 배치
- 여백 (타이포그래피)
- 웹 디자인